# Tim Borowski
Tim Borowski (Neubrandenburg, 2 mei 1980) is een Duits voormalig betaald voetballer die bij voorkeur op het middenveld speelt.

## Clubcarrière
Hij tekende in juli 2009 een driejarig contract bij Werder Bremen met een optie voor nog een seizoen. Op 21 augustus 2002 debuteerde hij tegen Bulgarije in het Duits voetbalelftal, waarvoor hij 33 interlands speelde.
Borowski kwam in 2001 uit de jeugdopleiding van Werder Bremen en speelde vervolgens tot en met 2008 in het eerste. In de zomer van 2008 stapte hij transfervrij over naar FC Bayern München. De dan net aangestelde trainer Louis van Gaal liet hem in juli 2009 weer terugkeren naar Bremen omdat Borowski niet in zijn plannen voorkwam. Daarvoor diende Werder wel een nog twee seizoenen doorlopend contract af te kopen. Borowski won met Werder Bremen in 2004 zowel het landskampioenschap als de DFB Pokal.
Op 18 september 2012 maakte hij bekend per direct zijn loopbaan te beëindigen vanwege aanhoudende blessures.

## Interlandcarrière
Borowski maakte deel uit van de Duitse nationale selectie tijdens onder meer het WK 2006 en het EK 2008.
| WK-statistieken                  | Club          | Positie      | W |   |   | D | A |   |   |   |
| -------------------------------- | ------------- | ------------ | - | - | - | - | - | - | - | - |
| Duitsland op het WK voetbal 2006 | Werder Bremen | Middenvelder | 1 | 0 | 1 | 0 | 0 | 0 | 0 | 0 |

## Cluboverzicht
| Seizoen  | Club              | Competitie | Wedstrijden | Doelpunten |
| -------- | ----------------- | ---------- | ----------- | ---------- |
| 2001-'02 | Werder Bremen     | Bundesliga | 26          | 1          |
| 2002-'03 | Werder Bremen     | Bundesliga | 18          | 0          |
| 2003-'04 | Werder Bremen     | Bundesliga | 25          | 1          |
| 2004-'05 | Werder Bremen     | Bundesliga | 31          | 7          |
| 2005-'06 | Werder Bremen     | Bundesliga | 31          | 10         |
| 2006-'07 | Werder Bremen     | Bundesliga | 18          | 2          |
| 2007-'08 | Werder Bremen     | Bundesliga | 21          | 2          |
| 2008-'09 | FC Bayern München | Bundesliga | 27          | 5          |
| 2009-'10 | Werder Bremen     | Bundesliga | 28          | 4          |
| 2010-'11 | Werder Bremen     | Bundesliga | 12          | 0          |
| 2011-'12 | Werder Bremen     | Bundesliga | 1           | 0          |